# Cyornis concretus
El papamoscas coliblanco (Cyornis concretus) es una especie de ave paseriforme de la familia Muscicapidae propia del sudeste asiático. 

## Distribución y hábitat
Se encuentra en las montañas que hay en el noroeste de subcontinente indio, al norte de Indochina y la península malaya, y en las islas de Sumatra y Borneo; distribudido por el sur de China, noreste de la India, Birmania, Malaysia, Tailandia, el norte de Laos y Vietnam, Indonesia, Brunéi. Su hábitats naturales son los bosques húmedos tropicales y las zonas de matorral tanto de montaña como de zonas bajas.